# Алкогольная политика

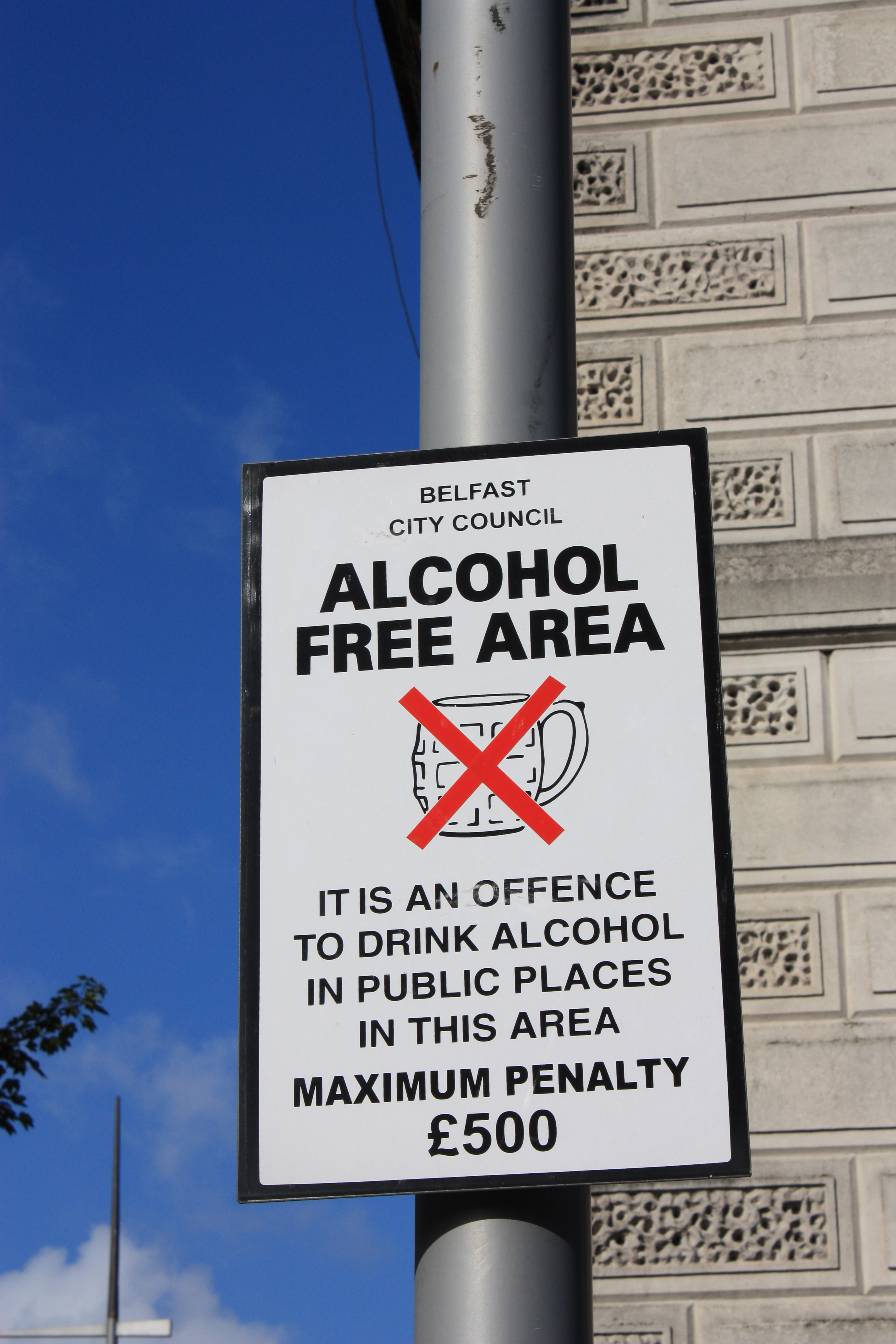
Предупреждение о запрете потребления алкогольных напитков в общественных местах в Белфасте

Алкогольная политика — государственная политика, направленная на снижение смертности, заболеваемости и социальных проблем, связанных с алкоголем.

## История термина
Термин «алкогольная политика» зародился в скандинавских странах и с 1960-х гг. стал получать всё большее распространение и значение. С распространением современных подходов в сфере общественного здоровья алкогольная политика государства начала рассматриваться как потенциальный инструмент для улучшения здоровья общества.
К настоящему моменту в мире накоплен колоссальный опыт, позволивший выделить меры алкогольной политики, способные эффективно снижать бремя алкогольного вреда. Эти меры зарекомендовали себя повсюду в мире, однако оказались особенно эффективными в североевропейском регионе.

## Цель
Общепризнанной целью алкогольной политики государства является снижение смертности, заболеваемости и социальных проблем, связанных с алкоголем.

## Принципы

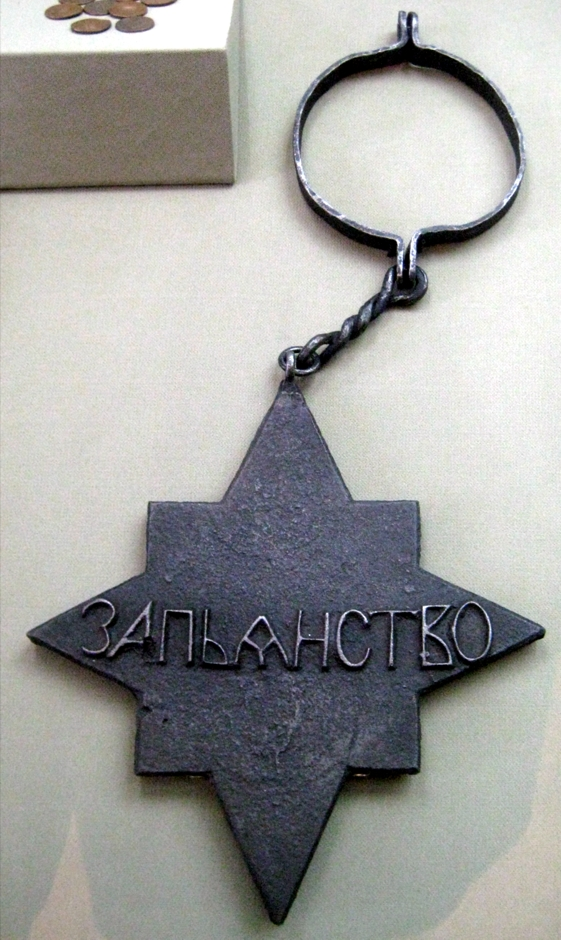
Медаль «За пьянство», введённая Петром I в 1714 году с целью борьбы с пьянством

Интересы бюджетной сферы государства и национальных производителей алкогольной продукции принимаются во внимание только в той мере, в какой они не противоречат основной цели.
Другим важнейшим принципом современной алкогольной политики является её направленность на общество в целом, а не исключительно на людей, страдающих алкоголизмом. Алкоголизм — болезнь социальная, и для лечения её необходимо воздействовать на всё население.
Одной из главных целей современной алкогольной политики является снижение потребления алкоголя до относительно безопасного уровня. Эксперты Всемирной организации здравоохранения называют таковым 8 литров этанола на взрослого человека в год. Потребление алкоголя в России в 2005 году составило 11 литров на душу населения.
Согласно исследованиям, количество страдающих алкоголизмом в стране приблизительно пропорционально квадрату уровня потребления алкоголя. При таком высоком уровне потребления алкоголя, как в России, даже небольшое его снижение должно привести к заметному сокращению числа больных алкоголизмом, а значит, и количества алкогольных отравлений, заболеваний циррозом, числа детей, страдающих олигофренией, и т. д.
В российских условиях особенно важным является сокращение потребления крепких алкогольных напитков. В виде крепких напитков до сих пор потребляется порядка 70 % алкоголя, что составляет около 10 литров этанола в год на взрослого. В наиболее развитых странах этот показатель равен 2−3 литрам, значительная часть которых продается в виде коктейлей. Снижение потребления легальных и нелегальных крепких и сверхкрепких напитков, являющихся главным источником российской сверхсмертности, должно стать приоритетной целью алкогольной политики России.

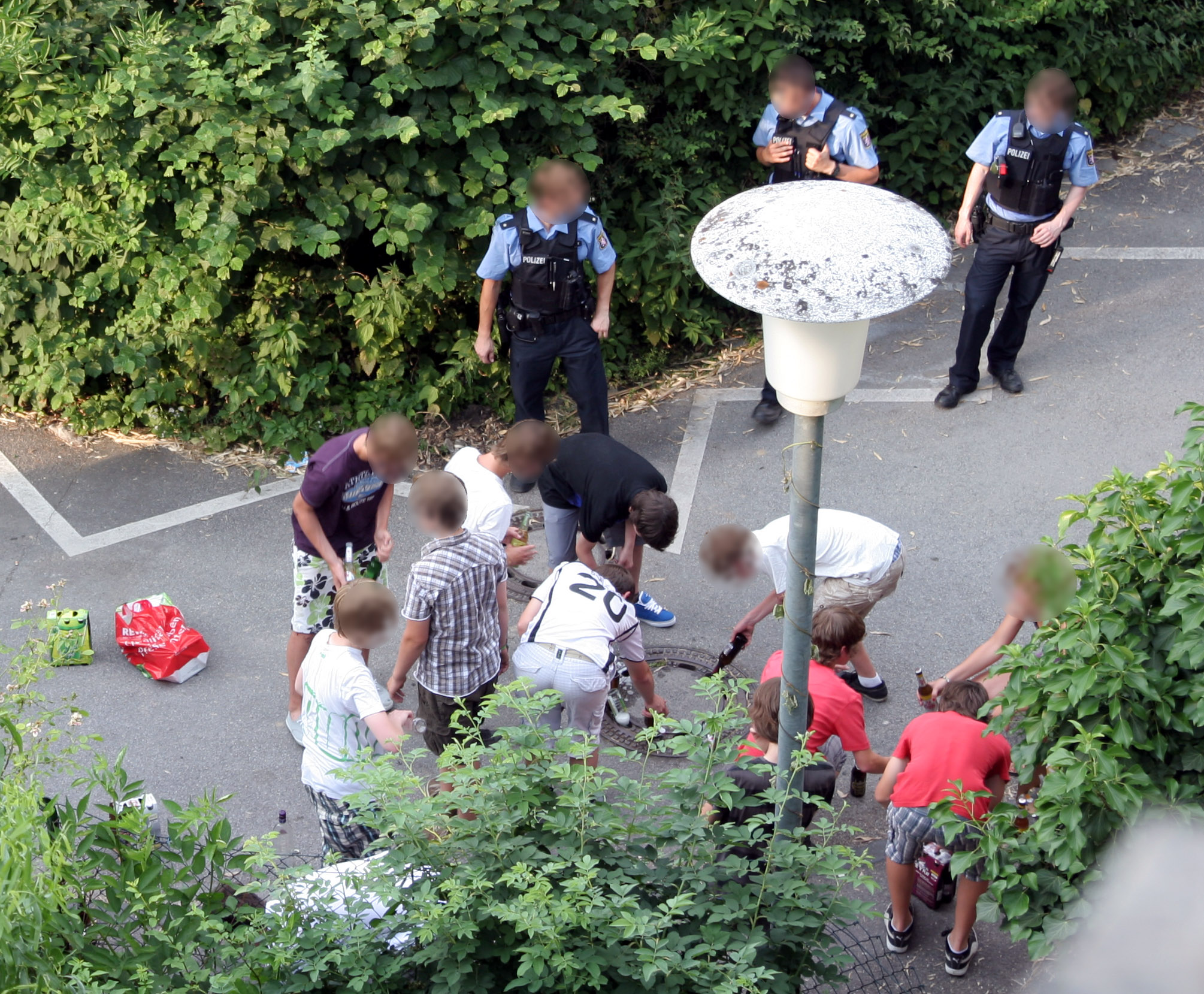
Полиция Германии в городе Бенсхайм требует от несовершеннолетних, которые незаконно приобрели пиво, вылить его в канализацию.

Также важным приоритетом является максимальное сокращение потребления алкоголя молодежью. Существует чёткая взаимосвязь между потреблением алкоголя в юности и вероятностью связанных с алкоголем проблем в будущем, вплоть до формирования алкоголизма и насильственной смерти.
Поддержка общества значительно облегчает проведение в жизнь алкогольной политики. Государству не стоит рассчитывать на поддержку общества как на нечто само собой разумеющееся — это требует постоянной, целенаправленной работы. Исследования показывают, что сама по себе пропаганда трезвости и умеренности слабо влияет на поведение людей. Однако проведение такой работы необходимо, так как она способствует формированию общественной поддержки алкогольной политики государства.
Эффективные меры алкогольной политики включают уменьшение доступности алкоголя, в особенности крепких напитков — путём повышения его минимальной цены, ограничения пунктов продажи, сокращения времени, в течение которого можно купить спиртное, и повышения возраста, начиная с которого разрешается приобретение спиртного. Применительно к российским реалиям эти меры обязательно должны сочетаться с борьбой с производством и продажей нелегального алкоголя.
Ценовое регулирование является эффективным способом снижения потребления алкоголя. Повышение цен на алкоголь, как и на любой другой товар, должно способствовать снижению спроса.

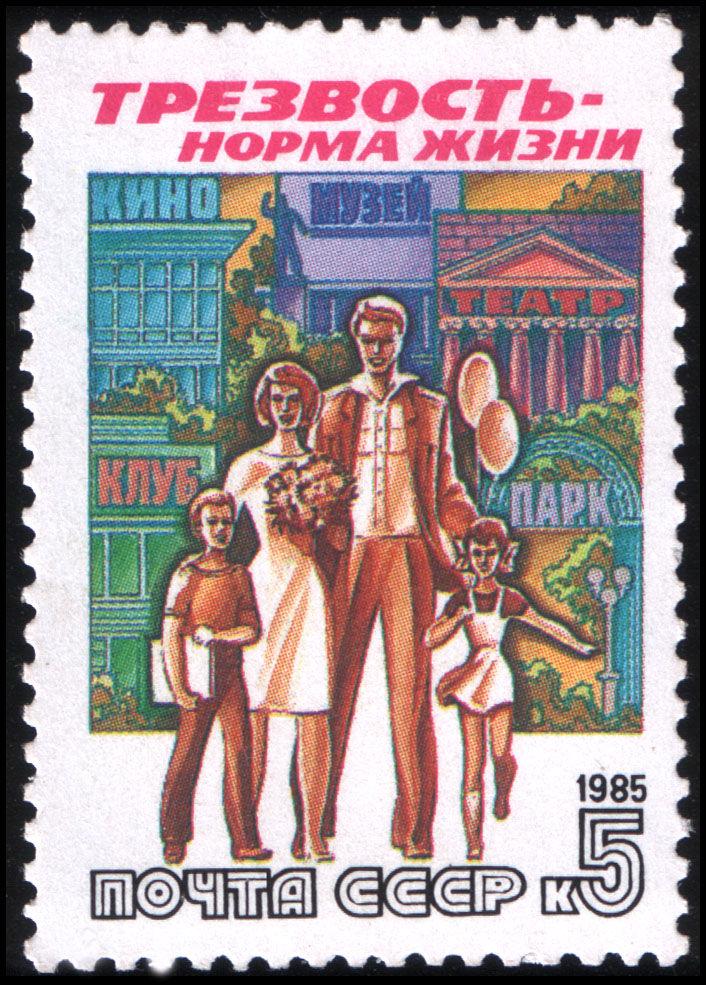
Почтовая марка СССР 1985 года «Трезвость — норма жизни»

К мерам, направленным на ограничение физической доступности алкогольных напитков, относится запрет на продажу алкогольных напитков в ночное и нерабочее время, а также наказание за потребление (распитие) алкогольной продукции в запрещенных местах. Значительное количество смертей в России происходит из-за того, что выпивающие решают «добавить» и идут ночью в ближайший работающий магазин. Действенный запрет на продажу алкогольной продукции или хотя бы крепких напитков в ночное время мог бы способствовать снижению смертности, преступности и травматизма в стране.
К эффективным мерам алкогольной политики государства относятся шаги, направленные на сокращение количества точек, торгующих алкоголем. Существует зависимость между количеством торговых точек и алкоголизмом, смертностью, преступностью. Если до ближайшей точки, торгующей алкоголем, идти далеко, то не каждый раз человек пойдёт за бутылкой. Если же, зайдя в магазин за хлебом, человек видит на прилавках и спиртное, это нередко провоцирует приобретение алкогольных напитков.
Два основных способа регулирования количества торговых точек, торгующих алкоголем: разрешительное лицензирование и государственная монополия на розничную продажу алкогольных напитков.
Введение в североевропейских странах государственной монополии на розничную продажу алкоголя зарекомендовало себя как эффективное средство снижения алкоголизма и смертности в Швеции, Исландии, Норвегии, Финляндии, Канаде, многих штатах США и т. д.
Такая монополия подразумевает продажу алкогольных напитков, как правило, крепче 4,7−5 %, только в государственных магазинах. Цены здесь высоки, особенно на крепкие напитки, их рабочий день ограничивается дневным временем суток, количество таких точек ограничено.
Кроме того, госмонополия способствует пополнению государственного бюджета. Несмотря на высокие монопольные цены (а значит, и пониженное потребление крепких напитков), в странах с госмонополией совокупные поступления в бюджет от продажи спиртных напитков, как правило, выше, чем в странах того же уровня экономического развития, не вводящих у себя такую монополию.
Наиболее радикальным и, по мнению ряда исследователей, наиболее эффективным способом осуществления алкогольной политики является введение «сухого закона».

## Эффективность
По данным исследователей, в России с 2000 по 2014 год удалось снизить потребление алкоголя на 11 %, причём употребление крепких напитков удалось сократить на 27 %. Это результат введения «мягких» запретительных мер: ограничения торговлей алкоголем в ларьках, ограничение торговли по времени, повышение акцизов. Демографы предполагают, что именно сокращение употребления алкоголя позволило добиться снижения Российской сверхсмертности среди мужчин.